# Marquise Brown
Marquise „Hollywood“ Brown (geboren am 4. Juni 1997 in Hollywood, Florida) ist ein US-amerikanischer American-Football-Spieler auf der Position des Wide Receivers. Er spielte College Football für die University of Oklahoma und ist in der NFL seit 2024 für die Kansas City Chiefs aktiv. Zuvor stand er drei Jahre lang bei den Baltimore Ravens in der National Football League (NFL) unter Vertrag, nachdem diese ihn in der ersten Runde des NFL Draft 2019 ausgewählt hatten, sowie anschließend zwei Jahre lang bei den Arizona Cardinals.

## College
Brown besuchte die Chaminade-Madonna College Preparatory School in seiner Heimatstadt Hollywood. Da er nach einer Kreuzbandverletzung keine Angebote von Colleges aus der Division I erhielt, arbeitete er zunächst im Freizeitpark Six Flags Magic Mountain, um sein Studium am College of the Canyons, einem Junior College, zu finanzieren. Dort konnte Brown seine Qualitäten als Footballspieler erfolgreich zur Schau stellen, so dass er bald Angebote von renommierten Colleges erhielt. Zur Saison 2017 wechselte Brown an die University of Oklahoma, um für die Oklahoma Sooners  zu spielen. In zwei Spielzeiten für die Sooners fing Brown 132 Pässe für 2413 Yards Raumgewinn und 17 Touchdowns. Im Januar 2019 gab Brown bekannt, auf sein letztes Jahr am College zu verzichten und sich für den NFL Draft anzumelden.

## NFL
Brown wurde im NFL Draft 2019 als 25. Spieler in der ersten Runde von den Baltimore Ravens ausgewählt. Er war der erste Wide Receiver, der ausgewählt wurde. Sein NFL-Debüt gab Brown am 1. Spieltag der Saison 2019 beim 59:10-Sieg über die Miami Dolphins. Er erzielte bei seinen ersten beiden gefangenen Pässen (für 47 und 83 Yards Raumgewinn) jeweils einen Touchdown und fing als erster Spieler in der NFL bei seinem Debüt zwei Touchdownpässe für über 40 Yards. Insgesamt fing Brown vier von fünf auf ihn geworfenen Pässen. Auch aufgrund einer nicht vollständig ausgeheilten Verletzung seines rechten Fußes konnte Brown im weiteren Saisonverlauf die Leistung aus seinem NFL-Debüt nicht aufrechterhalten. Mit 46 gefangenen Pässen für 584 Yards war er der erfolgreichste Wide Receiver (Tight End Mark Andrews war der führende Passempfänger) seines Teams in der Regular Season. Bei der Playoff-Niederlage gegen die Tennessee Titans in der Wild Card Round fing Brown sieben Pässe für 126 Yards.
In seinem zweiten Jahr in der NFL konnte Brown seine statistischen Werte jeweils etwas steigern und kam auf 58 gefangene Pässe für 769 Yards und acht Touchdowns. In der Saison 2021 kam Brown erstmals auf über 1000 Yards, er beendete die Spielzeit mit 91 gefangenen Pässen für 1008 Yards und sechs Touchdowns.
Während der ersten Runde des NFL Draft 2022 gaben die Ravens Brown zusammen mit einem Drittrundenpick im Austausch gegen den Erstrundenpick der Arizona Cardinals ab. Er fing in seiner ersten Saison für Arizona in zwölf Spielen 67 Pässe für 709 Yards und drei Touchdowns. In seiner zweiten Saison für Arizona fing er 51 Pässe und erzielte dabei 574 Yards Raumgewinn und vier Touchdowns. Über seine zwei Jahre in Arizona war er in allen drei Kategorien der führende Receiver des Teams in dieser Zeit.
Im März 2024 unterschrieb Brown einen Einjahresvertrag über bis zu elf Millionen US-Dollar bei den Kansas City Chiefs. Im ersten Snap des ersten Preseason-Games zog er sich bei einem Passfang eine Schulterverletzung zu.

### NFL-Statistiken
| Saison                             | Team              | Spiele | Spiele | Receiving | Receiving | Receiving | Receiving | Receiving | Fumbles | Fumbles |
| Saison                             | Team              | GP     | GS     | Rec       | Yds       | Avg       | Lng       | TD        | Fum     | Lost    |
| ---------------------------------- | ----------------- | ------ | ------ | --------- | --------- | --------- | --------- | --------- | ------- | ------- |
| 2019                               | Baltimore Ravens  | 14     | 11     | 46        | 584       | 12,7      | 83        | 7         | 0       | 0       |
| 2020                               | Baltimore Ravens  | 16     | 14     | 58        | 769       | 13,3      | 70        | 8         | 0       | 0       |
| 2021                               | Baltimore Ravens  | 16     | 16     | 91        | 1008      | 11,1      | 49        | 6         | 3       | 1       |
| 2022                               | Arizona Cardinals | 12     | 10     | 67        | 709       | 10,6      | 47        | 3         | 1       | 0       |
| 2023                               | Arizona Cardinals | 14     | 14     | 51        | 574       | 11,3      | 41        | 4         | 0       | 0       |
| 2024                               | Arizona Cardinals | 2      | 1      | 9         | 91        | 10,1      | 20        | 0         | 0       | 0       |
| Total                              | Total             | 74     | 66     | 322       | 3.735     | 11,6      | 83        | 28        | 4       | 1       |
| Quelle: pro-football-reference.com |                   |        |        |           |           |           |           |           |         |         |

## Privat
Marquise Brown ist der Cousin von Antonio Brown, der ebenfalls als Wide Receiver in der NFL spielte.